# Hatfield House
Hatfield House est une maison de campagne (country house en anglais) située dans un grand parc, le Great Park, à proximité de la ville de Hatfield dans le Hertfordshire, en Angleterre. La maison jacobéenne fut construite entre 1607 et 1611 par Robert Cecil, 1er comte de Salisbury et ministre en chef du roi Jacques Ier d'Angleterre et est, jusqu'à ce jour, la maison de la famille Cecil.

## Histoire
Robert Cecil obtient le domaine d'Hatfield Palace - Résidence des Tudor - à la suite d'un échange immobilier avec le roi Jacques Ier, contre la demeure séculaire des Cecil : Theobalds House.

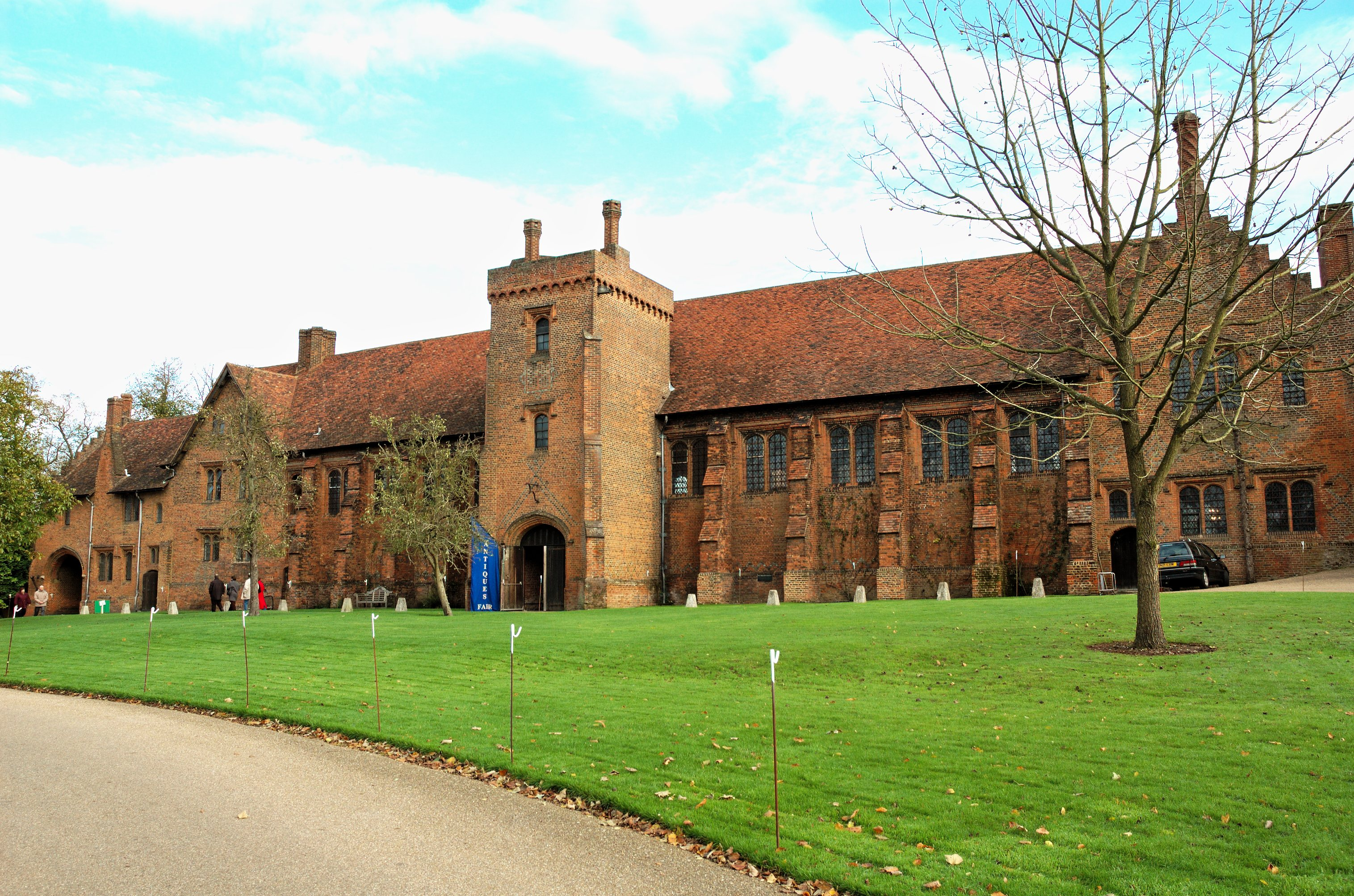
Hatfield Palace

Le domaine est alors constitué de terres arables, de forêts bordées d'un cours d'eau, de quelques constructions ecclésiastiques et de Hatfield Palace pour lequel le roi - premier de la dynastie Stuart - n'a pas d'affinité particulière.

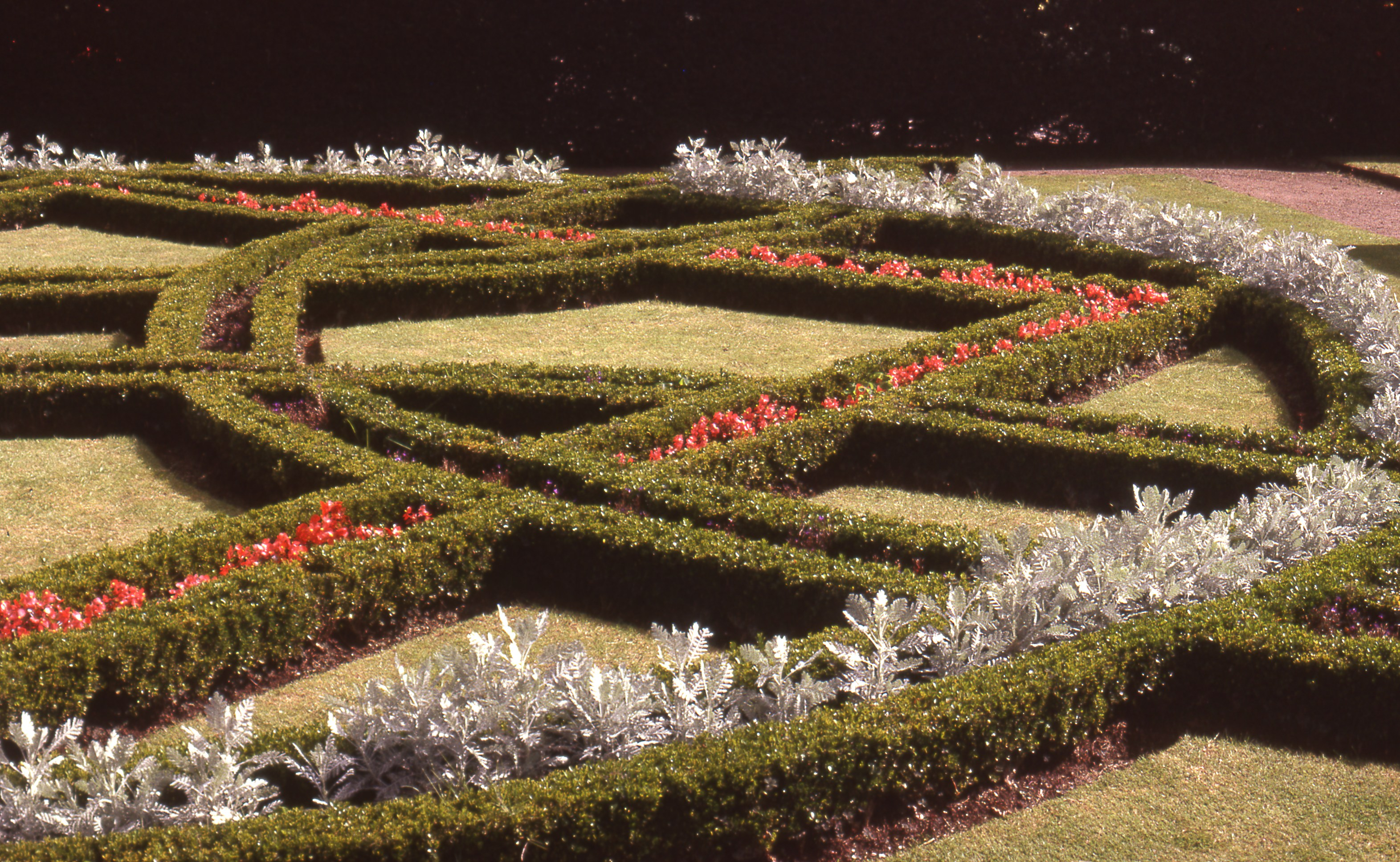
Exemple typique du jardin Tudor (Knot garden)

Régulièrement entretenu, Hatfield Palace est un bel ensemble de l'architecture médiévale anglaise en brique de 1485, formant un quadrilatère de 4 bâtiments entourant un "Knot Garden", le jardin de feue la reine Élisabeth Ire - dernière souveraine de la dynastie Tudor.
Pour autant, Robert Cecil décide de démolir trois des ailes du palais royal pour ne garder que l'aile ouest.
Les briques serviront à bâtir les fondations de Hatfield House. L'aile restante sera destinée à être les étables de la nouvelle résidence.

## Le domaine
Le domaine comprend aujourd'hui Hatfield House, Hatfield Palace, l'abbaye de Sainte Etheldrede, des constructions de l'époque Tudor, des parcs et jardins bordés par la rivière Lea. Excepté certaines parties de Hatfield House réservées à la famille Cecil, l'ensemble du domaine est ouvert au public. Les lieux sont, entre autres, très prisés par les réalisateurs de film qui y trouvent des décors exceptionnels.

## Les jardins

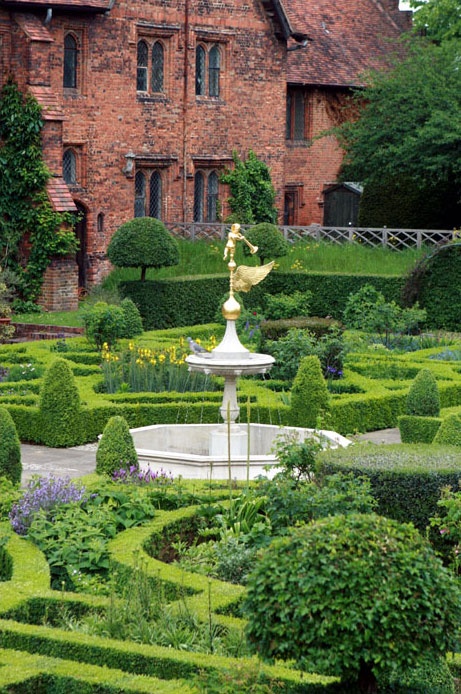
Hatfield House Gardens

Les jardins, couvrant une superficie de 170 000 m2, datent du début du XVIIe siècle et sont la création de John Tradescant l'Ancien. Après avoir parcouru l'Europe, le jardinier est revenu avec des espèces végétales - arbre et plante - alors inconnues des Iles britanniques. Les jardins proposent des terrasses, des fontaines, des parterres où s’épanouissent toutes sortes fleurs et de plantes parfumées desservis par un dédale de sentiers et chemins pédestres. Les parcs comprennent des vergers d'arbres à fruits plus ou moins exotiques. Négligé durant tout le XVIIIe siècle, leurs réhabilitations recommencent sous l'ère Victorienne et sont toujours entretenus par la marquise de Salisbury.
Durant la première guerre mondiale, les terrains ont été utilisés pour les tests des premiers tanks britanniques. Des terrains ont été, ainsi, reconstitués tels qu'ils existaient dans le nord-est de la France, avec tranchées, lignes de barbelés, cratères de bombes, no man's land. En commémoration, le dernier tank Mark existant a été exposé entre 1919 et 1970, avant de regagner le musée des Tanks de Bovington.

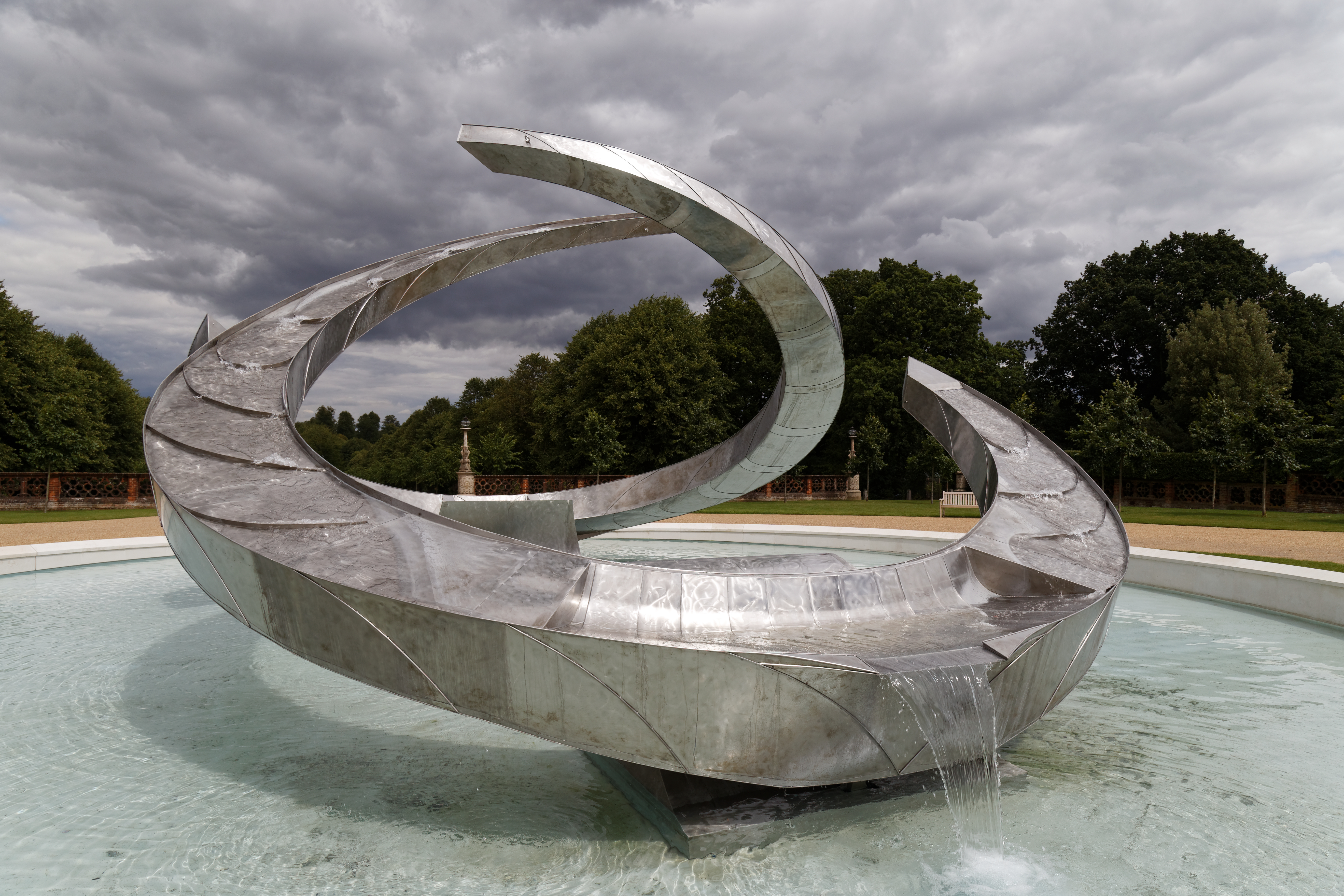
Sculpture "Renaissance" dans l'avant-court de Hatfield House. Photo juillet 2015.

L’association de l'Infanterie légère de Rhodésie a installé une statue commémorative de la troupe sur les terres de Hatfield House, rappelant ainsi les étroits liens historiques entre la famille Cecil et l'ancienne Rhodésie, l'actuel Zimbabwe dont la ville de Salisbury avait été nommée en mémoire de La famille Cecil. Sur la base du monument, se trouve un rouleau portant les noms des soldats du régiment tombés lors de la guerre du Bush rhodésien avec l'inscription suivante "En réconciliation et espoir pour une paix future au Zimbabwe"

## Apparitions dans la culture populaire

### Films

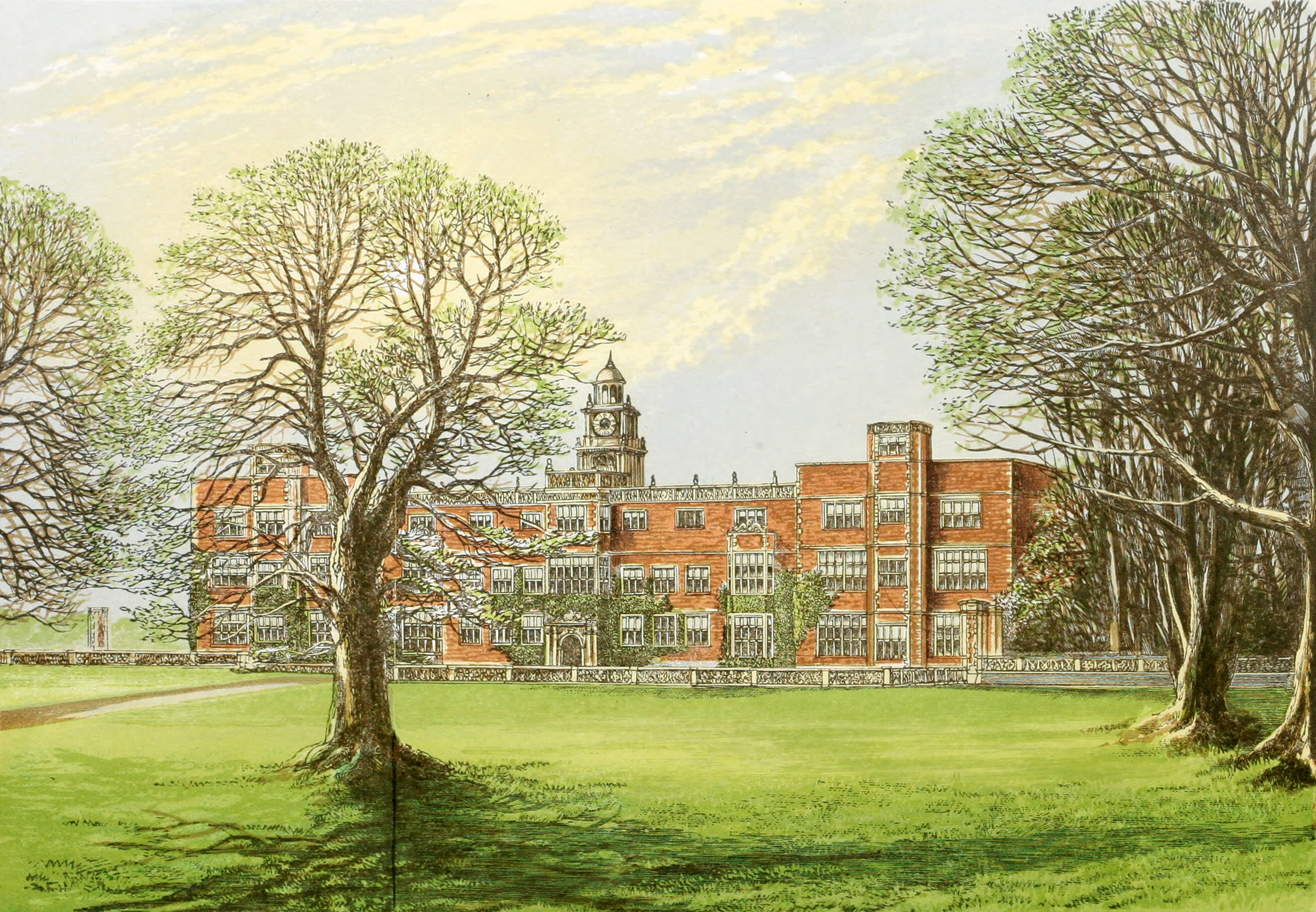
La face nord de manoir en 1880

- Le hall et les escaliers ont servi de décor en 1984 dans le film Greystoke, la légende de Tarzan.
- Des parties de la maison et les extérieurs ont servi en 1992, dans le film Orlando, joué par Tilda Swinton dans le rôle de Orlando, Billy Zane interprétant Marmaduke Bonthrop Shelmerdine, et Quentin Crisp dans celui de la reine Élisabeth[3].
- Beaucoup de scènes du Manoir Wayne en 1989, dans le film Batman[3] et en 1992 Batman le retour proviennent de Hatfield House.
- Les scènes extérieures de deux des films de Lara Croft avec Angelina Jolie sont issues de Hatfield House, sa demeure dans le film[3] Comme les extérieurs de la maison de Lara, dans les jeux vidéo Tomb Raider: Underworld. Dans Lara Croft : Tomb Raider, le berceau de la vie, la longue galerie et la bibliothèque du manoir ont servi de décor dans le film, quand le MI6 rencontre Lara et lui donne pour mission de récupérer la boite de Pandore. La scène relative à l'entrainement de self défense avec les Bokken a été tournée dans le Hall du manoir.
- Le hall du manoir apparait également en 2005, dans le film Le nouveau monde  avec Colin Farrell[3].
- Hatfield House a été utilisée pour représenter "Chartley Hall", lieu où Marie Ire reine d’Écosse, interprétée par  Samantha Morton, a été retenue captive avant son exécution, dans le film de 2007 Elizabeth : L'Âge d'or[3].
- La façade blanche du manoir de Hatfield House a été utilisée en 1998 dans le film Shakespeare in Love pour représenter un lieu dans Greenwich[3].
- Hatfield House représente la demeure de "Chimneys" en 2010, dans Misss Marple une adaptation d'un roman d'Agatha Christie Le Secret de Chimneys.
- Hatfield House apparait plusieurs fois durant le téléfilm  Dustbin Baby, représentant le lieu où Marion emmène April, et le lieu où travaillent Marion et Elliot.
- La longue Galerie a été utilisée en 2009, dans le film Sherlock Holmes[3].
- Russell Brand a filmé le manoir en août 2009, pour le film de 2010 American Trip[3].
- En juillet 2010, l'épisode Antiques Roadshow a été tourné à Hatfield House[4].
- In 2010, le réalisateur de MasterChef Australia a filmé les participants cuisinant pour Heston Blumenthal dans Hatfield House[5].
- L'émission anglaise  "Les secrets des jardins" de novembre qui étudie les jardins des maisons du XVIIe siècle montre ceux de Hatfield House et Hatfield Palace[6].
- En mars 2011, Hatfield House caractérise les lieux tout au long des 20 épisodes de la série de la BBC Royal Upstairs Downstairs laquelle nous pouvons suivre la visite du manoir par la reine Victoria en 1846.
- En 2011, dans le film My Week with Marilyn interprétés par Michelle Williams, Kenneth Branagh et Eddie Redmayne, les scènes d'intérieur devant représentés les interieurs du château de Windsor ont été filmées dans Hatfield House. La scène avec le cours d'eau met en valeur la rivière Lea, pour la scène de nu.
- Dans le film de 2016, Orgueil et Préjugés et Zombies, Hatfield House est utilisée pour représenter Rosings Park, le lieu de vie de Lady Catherine de Bourgh.
- Le site a été utilisé dans le film de 2017 Tout l'argent du monde et la série Télé Trust, les deux illustrant le kidnapping de John Paul Getty III en 1973, le petit-fils de Oil tycoon J. Paul Getty qui à cette époque vivait au XVIe siècle dans une demeure des Tudor à Sutton Place[7].
- En 2018, le site a été utilisé pour le film "La Favorite" de  Yórgos Lánthimos.
- En 2025, le site a été utilisé pour le film "My Oxford Year" de Iain Morris.

D'autres films comme Cromwell avec Alec Guinness, Henry VIII and His Six Wives avec Keith Michell, Charlotte Rampling et Lynne Frederick, Hatfield Palace et les parcs, Chapeau melon et bottes de cuir avec Sean Connery dominant le labyrinthe Charlie et la Chocolaterie interprété par Johnny Depp, V pour Vendetta avec Stephen Fry Mortdecai in 2015 joué par Johnny Depp et Gwyneth Paltrow.

### Clips musicaux
- En mars 2019, Hatfield House est utilisé comme lieu de tournage pour le clip musical des Jonas Brothers - Sucker. La vidéo est entièrement filmée dans le château et ses jardins, et le tournage a duré tout un weekend durant le mois de février[8].